# Briefmarken-Jahrgang 1983 der Deutschen Bundespost Berlin
Der Briefmarken-Jahrgang 1983 der Deutschen Bundespost Berlin umfasste 19 Sondermarken.
Dauermarken wurden nicht ausgegeben.
Die Briefmarken dieses Jahrganges waren bis zum 31. Dezember 1991 frankaturgültig.
Der Nennwert der Marken betrug 14,40 DM; dazu kamen 4,20 DM als Zuschlag für wohltätige Zwecke.

## Liste der Ausgaben und Motive
Legende
- Bild: Eine bearbeitete Abbildung der genannten Marke. Das Verhältnis der Größe der Briefmarken zueinander ist in diesem Artikel annähernd maßstabsgerecht dargestellt. Sollten keine Marken abgebildet sein, liegt es daran, dass das Urheberrecht des Künstlers noch nicht erloschen ist.
- Beschreibung: Eine Kurzbeschreibung des Motivs und/oder des Ausgabegrundes. Bei ausgegebenen Serien oder Blocks werden die zusammengehörigen Beschreibungen mit einer Markierung versehen eingerückt.
- Wert: Der Frankaturwert der einzelnen Marke in Pfennig. Ein „+“ bedeutet, dass es sich um eine Zuschlagsmarke handelt (= Frankaturwert + Spende).
- Ausgabedatum: Das Datum des erstmaligen Verkaufs dieser Briefmarke.
- Auflage: Soweit bekannt, wird hier die zum Verkauf angebotene Anzahl dieser Ausgabe angegeben.
- Entwurf: Soweit bekannt, wird hier angegeben, von wem der Entwurf dieser Marke stammt.
- Mi.-Nr.: Diese Briefmarke wird im Michel-Katalog unter der entsprechenden Nummer gelistet.

| Sondermarken | |                  |                       |            |                        |         |
| Bild         | Beschreibung | Werte in Pfennig | Ausgabe- datum (1983) | Auflage    | Entwurf                | Mi.-Nr. |
|              | Historische Straßenpumpen in Berlin um 1900 - Lauchhammerpumpe, Klausenerplatz                                    | 50               | 13. Januar            | 12.130.000 | Reinhold Gerstetter    | 689     |
|              | - Ventilbrunnen, Chamissoplatz                                                                                    | 60               | 13. Januar            | 8.130.000  | Reinhold Gerstetter    | 690     |
|              | - Lauchhammerpumpe, Schloßstraße                                                                                  | 80               | 13. Januar            | 8.130.000  | Reinhold Gerstetter    | 691     |
|              | - Krausepumpe, Ecke Kurfürstendamm/Leibnizstraße                                                                  | 120              | 13. Januar            | 7.630.000  | Reinhold Gerstetter    | 692     |
|              | 150 Jahre Telegrafenlinie Berlin–Coblenz Königlich-Preußische Telegraphen-Inspektoren vor der Dahlemer Dorfkirche | 80               | 8. Februar            | 8.1300.000 | Egon Falz              | 693     |
|              | Für die Jugend 1983: Historische Motorräder - Hildebrand & Wolfmüller (1894)                                      | 50+20            | 12. April             | 2.921.000  | Heinz Schillinger      | 694     |
|              | - Wanderer (1908)                                                                                                 | 60+30            | 12. April             | 2.927.000  | Heinz Schillinger      | 695     |
|              | - DKW-Lomos (1922)                                                                                                | 80+40            | 12. April             | 2.922.000  | Heinz Schillinger      | 696     |
|              | - Motorrad "Weiße Mars", (1925) aus den Mars-Werken                                                               | 120+60           | 12. April             | 2.906.000  | Heinz Schillinger      | 697     |
|              | Sporthilfe 1983: Sportereignisse 1983 - Europameisterschaften in den Lateinamerikanischen Tänzen in Berlin        | 80+40            | 12. April             | 2.762.000  | Fritz-Dieter Rothacker | 698     |
|              | - Eishockey-Weltmeisterschaft in Düsseldorf, Dortmund, München                                                    | 120+60           | 12. April             | 2.752.000  | Fritz-Dieter Rothacker | 699     |
|              | 300. Geburtstag von Antoine Pesne La Barbarina (Barbara Campanini)                                                | 50               | 5. Mai                | 12.130.000 | Rudi Schmidt           | 700     |
|              | 100. Geburtstag von Joachim Ringelnatz Scherenschnitt                                                             | 50               | 14. Juli              | 10.130.000 | Rudi Schmidt           | 701     |
|              | Internationale Funkausstellung Berlin (IFA) Elektrisches Bildübertragungssystem nach Paul Nipkow                  | 80               | 14. Juli              | 10.130.000 | Reinhold Gerstetter    | 702     |
|              | Wohlfahrtsmarken 1983: Gefährdete Alpenblumen - Berghähnlein Anemone narcissiflora                                | 50+20            | 13. Oktober           | 8.540.000  | Karin Blume            | 703     |
|              | - Alpenaurikel Primula auricula                                                                                   | 60+30            | 13. Oktober           | 7.690.000  | Karin Blume            | 704     |
|              | - Zwerg-Primel Primula minima                                                                                     | 80+40            | 13. Oktober           | 11.330.000 | Karin Blume            | 705     |
|              | - Einseles Akelei (Kleinblütige Akelei) Aquilegia einseleana                                                      | 120+60           | 13. Oktober           | 4.230.000  | Karin Blume            | 706     |
|              | Weihnachtsmarke 1983 Afrikanische Krippe (Yoruba-Krippe)                                                          | 50+20            | 10. November          | 6.980.000  | Peter Steiner          | 707     |